# 昂贝
昂贝（法語：Hambers，法語發音：[ɑ̃be]）是法国马耶讷省的一个市镇，位于该省中北部偏东，属于马耶讷区。

## 地理
昂贝（48°15'15"N, 0°25'6"W）面积25.93 平方千米，位于法国卢瓦尔河地区大区马耶讷省，该省份为法国西北部内陆省份，北起芒什省和奧恩省，西接伊勒-维莱讷省，南至曼恩-卢瓦尔省，东临萨尔特省。
与昂贝接壤的市镇（或旧市镇、城区）包括：拜镇、尚热内特、拉沙佩勒欧里布勒、格拉宰、瑞布兰、梅藏热、圣热姆勒罗贝尔。

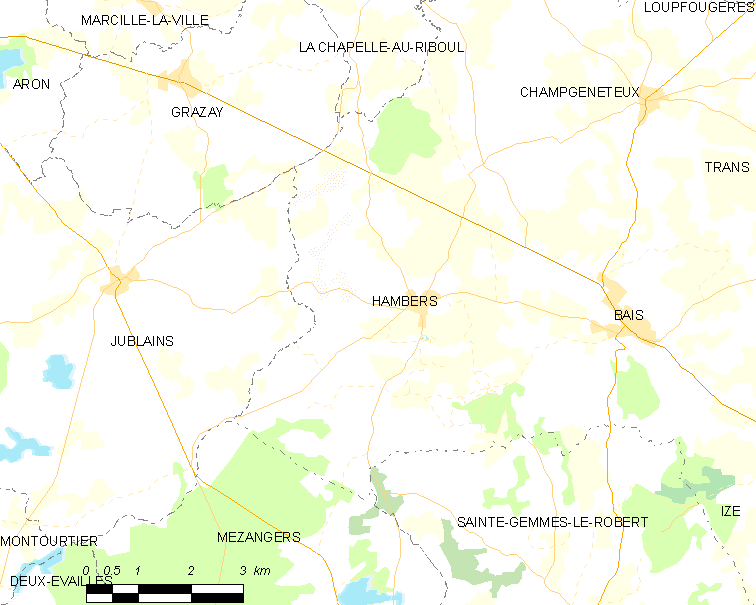
昂贝的OSM定位图

昂贝的时区为UTC+01:00、UTC+02:00（夏令时）。

## 行政
昂贝的邮政编码为53160，INSEE市镇编码为53113。

## 政治
昂贝所属的省级选区为埃夫龙县。

## 人口

1962-2008年间昂贝人口变化图示

昂贝于2022年1月1日时的人口数量为625人。